# El Niño (natuurverschijnsel)

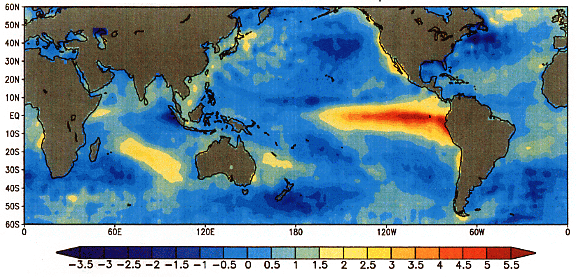
Kaart van afwijkende watertemperatuur [°C] in de oceanen gedurende de laatste sterke El Niño in december 1997

El Niño of Zuidelijke oscillatie is een natuurverschijnsel in de Grote Oceaan. Langs de evenaar in de oostelijke Grote Oceaan komt het voor dat in de loop van sommige jaren een sterke opwarming van normaal koel zeewater plaatsvindt. Die opwarming van het zeewater heeft veel invloed op het weer in grote delen van de wereld, vooral Noord- en Zuid-Amerika. Soms heeft het weerverschijnsel kleine invloed op het weer in Europa.
La Niña is fysisch gezien het tegengestelde effect. Dit doet zich voor wanneer ongewoon koud zeewater bij de evenaar is gemeten. El Niño en La Niña zijn beide tekenen van het El Niño - Southern Oscillation- of ENSO-effect.

## Naamverklaringen
El Niño betekent in het Spaans De Kleine Jongen en refereert aan het 'Kerstkind' (aangezien dit fenomeen vooral rond die periode voorkomt), een benaming die vissers in Peru hebben gegeven. Eigenlijk bedoelen zij daarmee het warme water dat steeds in januari voor de kust van Peru verschijnt en dat daar een eind maakt aan het visseizoen. Onregelmatig, maar toch gemiddeld eens in de drie tot zeven jaar, leidt El Niño tot zo'n uitgebreide en sterke verwarming van het oceaanwater dat de hele atmosfeer daar gedurende langere tijd door wordt beïnvloed.

## Ontstaan
El Niño betreft een klimaatcyclus in de Stille Oceaan, gewoonlijk aangeduid als ENSO (El Niño Southern Oscillation). Met een korter of langere duur (1 à 2 jaar) heeft een ENSO een grote invloed op het weer en gewoonlijk een opwarmend effect op de mondiale temperatuurgang. El Niño treedt op als er een sterke opwarming van oceanische watermassa's in de buurt van oostelijk Nieuw-Guinea plaatsvindt. Dit warme water kan gedurende de regentijd (van oktober tot en met april), aangedreven door westerstormen tegen de richting van de passaat in, naar Zuid-Amerika stromen en vaak rond de kersttijd de kust van Peru bereiken. Dan spreekt men van El Niño, hetgeen meestal een rampjaar voor de lokale visserij betekent. Normaal overheerst langs de kust van Zuid-Amerika de zeer krachtige en koude Humboldtstroom, die vanuit Antarctische wateren wordt gevoed.

## Sterkte

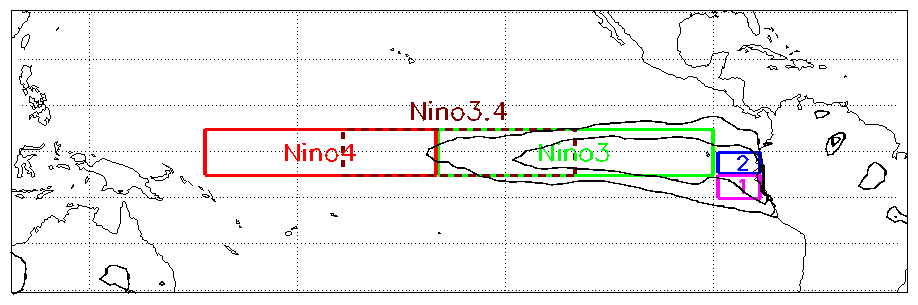
Locatie Niño-3.4-index

De sterkte van El Niño wordt aangegeven met de Niño-3.4-index. Dat is de afwijking in graden Celsius van de normale gemiddelde temperatuur van het zeewateroppervlak in het gebied tussen 5°Z.B. en 5°N.B. en tussen 170°W.L. en 120°W.L. in de oostelijke equatoriale Grote Oceaan.
Er is een tweede versie om de sterkte te meten die gebruik maakt van meer variabelen, de Multivariate ENSO Index (MEI). Hier spelen elementen een rol als de luchtdruk op zeeniveau, wind, temperatuur van het water, temperatuur van de lucht en bewolking. De gegevens hiervoor komen van de International Comprehensive Ocean-Atmosphere Data Set die datareeksen over vele jaren bevat. Voor de MEI worden de gegevens iedere maand over een periode van de laatste 12 maanden berekend. Om de gegevens over een jaar te vergelijken zijn de seizoenseffecten er uit gefilterd op basis van de gegevens van 1950 tot 1993.

### Super El Niños
Af en toe komen bijzonder krachtige Niños voor, in de pers ook wel bekend als “super El Niños”. Dit was onder meer het geval in 1972/1973, 1982/1983, en 1997/1998. Deze “super El Niños” zouden kunnen ontstaan door de wisselwerking van El Niño met een positieve Indische Oceaandipool.

## Gevolgen
Normaal gesproken wordt het water voor de westkust van Zuid-Amerika aangevoerd door een zuidelijke stroming die koud water uit het Zuidpoolgebied aanvoert. Dat koude water is zeer rijk aan nutriënten, wat een sterke plankton- en visgroei als effect heeft. In een El Niño-jaar treedt echter een stroming op die tropisch oceaanwater aanvoert uit de omgeving van Indonesië en de Filipijnen (1982-'83 en 1997-'98 respectievelijk 2,85 en 2,8 graden Celsius warmer). Dat warme water bevat veel minder voedingsstoffen en dus ook veel minder vis. Voor de Zuid-Amerikaanse vissers betekent dat een economische ramp. Bovendien verdampt het opgewarmde oceaanwater sneller dan normaal, waardoor het normaal gesproken uitzonderlijk droge gebied in een jaar van El Niño wordt geteisterd door zware regenval. Dit leidt in de Andes vaak tot aardverschuivingen en modderlawines die in bewoonde gebieden rampzalige gevolgen kunnen hebben.
Aan de andere kant van de Grote Oceaan, van Australië tot Indonesië, zijn de gevolgen ook ernstig. Daar leidt El Niño juist tot een periode van uitzonderlijke droogte, met alle gevolgen van dien voor de plaatselijke landbouw. De uitzonderlijke krachtige El Niño van 1997-'98 leidde bovendien tot grote bosbranden in Indonesië. Plaatselijke boeren hebben de gewoonte om stukjes bos plat te branden voor nieuwe akkers. Brandjes die snel doven door het vochtige, tropische klimaat. Maar als de regen in de El Niño-jaren uitblijft, kunnen ze uitgroeien tot catastrofale vuurzeeën. In 1997-'98 leidde dat tot ernstige smogvorming tot in Singapore toe. Bovendien, zo hebben Duitse, Britse en Indonesische onderzoekers aangetoond, pompten de aanhoudende bosbranden zeker 2,6 miljard ton CO2 in de atmosfeer.
Ook in de rest van de wereld is het effect van El Niño groot. Zo is berekend dat de krachtige Niño in 1982-'83 wereldwijd een schade van 8,2 miljard dollar heeft veroorzaakt. El Niño van 1997-'98 heeft volgens de Voedsel- en Landbouworganisatie in meer dan zestig landen aanleiding gegeven tot extreme weersomstandigheden. In totaal zijn 41 landen getroffen door overstromingen en 22 door droogte. De schade die El Niño van 1997-'98 heeft veroorzaakt was een veelvoud van het schadebedrag in 1982-'83. Overigens heeft El Niño ook positieve effecten. Zo komen er dan minder orkanen voor boven de Atlantische Oceaan en het Caribisch gebied, en is de winter gemiddeld minder streng in het noorden van de Verenigde Staten.
In West-Europa zijn de effecten van El Niño niet zo groot. El Niño leidt in Nederland, statistisch gezien over de periode 1870-2000, tot een relatief nat voorjaar.

## El Niño – Zuidelijke Oscillatie (ENSO)
De El Niño–Zuidelijke Oscillatie (El Niño Southern Oscillation, ENSO) is een onregelmatige, maar periodieke variatie in wind- en zeeoppervlaktetemperaturen over de tropische oostelijke Stille Oceaan, die het klimaat in een groot deel van de tropen en subtropen beïnvloedt. De zuidelijke oscillatie is het atmosferische element, gekoppeld aan de temperatuurverandering in zee (El Niño vs. La Niña). El Niño gaat gepaard met een hoge luchtdruk in het tropische westelijk deel van de Stille Oceaan en La Niña met een lage luchtdruk daar. Beide perioden duren elk enkele maanden, en treden gewoonlijk elke paar jaar op met een wisselende intensiteit per periode.

## El Niño in een veranderend klimaat
El Niño beïnvloedt het weer in grote delen van de wereld. Veranderingen in de eigenschappen van El Niño - Zuidelijke Oscillatie als gevolg van de wereldwijde opwarming geven voor die gebieden dus ook veranderingen in het weer. Sjoukje Philip en Geert Jan van Oldenborgh hebben daarom onderzocht hoe ENSO zou kunnen veranderen over de huidige eeuw. Hierbij is gebruikgemaakt van de uitvoer van klimaatmodellen die verzameld is voor het vierde IPCC Assessment Report (IPCC-rapport 2007), dat in 2007 verscheen. Hoewel de modellen met de meest realistische weergave van El Niño gemiddeld geen verschuiving laten zien ten opzichte van de huidige toestand van El Niño of La Niña, is er wel sprake van veranderingen in achterliggende mechanismen.